# Marcelo Broli
Marcelo Carlo Broli Gorgoroso  (Montevideo, Uruguay, 13 de marzo de 1978) es un exfutbolista y entrenador uruguayo. Actualmente dirige a la selección sub-23 de los Emiratos Arábes Unidos.

## Trayectoria

### Como jugador
Surgido de las divisiones formativas de Peñarol, fue un mediocampista con vocación más defensiva que ofensiva y llegó al primer equipo en 1996 de la mano de Jorge Fossati, con 18 años, por lo cual integró el plantel en el segundo quinquenio (1993-1997) de los aurinegros. Para 1997 fue cedido a Huracán Buceo para que sumara minutos y retornó en 1998, para quedarse hasta 2000. Ello le permitió ser campeón uruguayo en dos ocasiones, ya que también estuvo en el título de 1999.
En la temporada 2005-2006, Broli, junto con sus compatriotas Fernando Correa, Óscar Javier Morales y Jorge Curbelo, fueron fichados por el Valladolid.
Jugó en los dos grandes del país, aunque en Nacional tuvo un muy breve pasaje con solo cinco presencias, todas ellas por Copa Libertadores. Sumó en total 240 minutos.

### Como entrenador
En octubre de 2016, fue nombrado entrenador asistente de Marcelo Méndez en Progreso. El dúo dejó el club el 7 de noviembre de 2018. Desde el 1 de enero de 2019, ambos se hicieron cargo del Danubio. Fueron despedidos en septiembre de 2019.
Un año después de dejar al Danubio, Broli consiguió su primer trabajo como entrenador, cuando fue presentado como nuevo entrenador de Villa Teresa el 8 de septiembre de 2020. Dejó el cargo a finales del mismo año.                                                                      
El 27/01/2021 asume como entrenador de la U20 de Peñarol ganando el título de la Copa Libertadores Sub-20.
El 20 de mayo de 2022, fue anunciado como entrenador de la selección sub-20 de Uruguay. En el Sudamericano Sub-20 finalizaron en el segundo lugar por detrás de Brasil por lo que clasificaron tanto al Mundial en Indonesia como a los Juegos Panamericanos.
El 28 de febrero de 2023, Broli fue designado entrenador interino de la Selección nacional de Uruguay para los partidos amistosos contra Japón y Corea del Sur.
El 11 de junio de 2023, se convirtió en campeón del mundo al conquistar la Copa Mundial de Fútbol Sub-20 2023, ganando la final contra Italia por 1-0.El 10 de agosto, dejó su cargo luego de no llegar a un acuerdo con la Asociación Uruguaya de Fútbol.
El 2 de febrero de 2024, fue confirmado como entrenador de la selección sub-23 de los Emiratos Arábes Unidos.

## Selección nacional
Recibió tres convocatorias para la selección uruguaya y participó en dos encuentros amistosos. Debutó el 20 de noviembre de 2002 en un amistoso ante Venezuela (derrota 1-0) en Caracas con Jorge Da Silva como seleccionador.
Con Juan Ramón Carrasco como técnico, el 24 de julio de 2003 también participó del triunfo 4-3 ante Perú en el estadio Nacional de Lima. El 15 de agosto de ese mismo año, volvió a ser utilizado en el 5-2 sobre Irak en Teherán.

## Clubes

### Como jugador
| Club                 | País    | Año       |
| -------------------- | ------- | --------- |
| Peñarol              | Uruguay | 1996      |
| Huracán Buceo        | Uruguay | 1997      |
| Peñarol              | Uruguay | 1998-2000 |
| Fénix                | Uruguay | 2001-2005 |
| Real Valladolid      | España  | 2005-2006 |
| Nacional             | Uruguay | 2007      |
| Montevideo Wanderers | Uruguay | 2007      |
| Audax Italiano       | Chile   | 2008      |
| Rampla Juniors       | Uruguay | 2009-2012 |
| Juventud             | Uruguay | 2012-2013 |
| Miramar Misiones     | Uruguay | 2013-2014 |

### Como entrenador
| Club                          | País                   | Año           |
| ----------------------------- | ---------------------- | ------------- |
| Villa Teresa                  | Uruguay                | 2020          |
| Peñarol sub-20                | Uruguay                | 2021          |
| Selección sub-20 de Uruguay   | Uruguay                | 2022-2023     |
| Emiratos Árabes Unidos sub-23 | Emiratos Árabes Unidos | 2024-presente |

## Palmarés

### Como jugador

#### Campeonatos nacionales
| Título           | Club    | País    | Año  |
| ---------------- | ------- | ------- | ---- |
| Primera División | Peñarol | Uruguay | 1996 |
| Torneo Clausura  | Peñarol | Uruguay | 1999 |
| Primera División | Peñarol | Uruguay | 1999 |

### Como entrenador

#### Campeonatos internacionales
| Título                        | Club                        | País      | Año  |
| ----------------------------- | --------------------------- | --------- | ---- |
| Copa Libertadores Sub-20      | Peñarol Sub-20              | Ecuador   | 2022 |
| Copa Mundial de Fútbol Sub-20 | Selección sub-20 de Uruguay | Argentina | 2023 |